# Calculus (geslacht)
Calculus is een monotypisch geslacht van spinnen uit de  familie van de Oonopidae (dwergcelspinnen).

## Soort
- Calculus bicolor Purcell, 1910